# Temporada 2005-2006 de l'EC Granollers
Temporada de canvis a tots nivells a l'Esport Club Granollers. La sobtada marxa de Ramon Mayo, l'entrenador talismà dels últims anys, i l'arribada d'una nova junta directiva, desencadena un canvi d'aires en alguns jugadors importants. Ja des de la pretemporada es poden apreciar les carències d'un equip que no trobarà el ritme de competició amb cap dels tres entrenadors utilitzats, tot i comptar amb la presència sota pals d'Iñaki Caña o amb el juvenil Fran Carrasco, respectivament porter menys golejat i màxim golejador de totes les categories catalanes durant la temporada anterior; tampoc l'arribada estel·lar de Sergio Urbano, davanter cedit pel Barça C i autor d'un terç dels gols, pot evitar el descens a la primera divisió catalana. Per acabar de complicar el primer any de Germán al capdavant de l'entitat, bona part de la plantilla es revolta a les acaballes de la lliga, reclamant quatre mensualitats que no s'han fet efectives. En l'aspecte positiu, però, cal destacar les successives convocatòries del lateral esquerre Rubén Salvador i el davanter centre Manolo García per jugar amb la selecció catalana amateur la fase estatal de la Copa de les Regions de la UEFA.

## Fets destacats
2005
- 30 d'octubre: l'endemà de la derrota contra l'FC Palafrugell Toribio és destituït havent aconseguit només una victòria en 10 partits. Ocupa el seu lloc l'entrenador del juvenil, Pitu Guisado.[9][10][11][12]
- 23 de novembre: després de tot just quatre jornades, Guisado decideix abandonar en no haver rebut dos dels tres reforços que havia demanat a la junta per tirar endavant l'equip.[13][14]
- 24 de novembre: el mateix secretari tècnic del club, Joan Vilà, que ja havia substituït Guisado a la banqueta del juvenil, passa a entrenar el primer equip.[15]

2006
- 30 de maig: es produeix un robatori a les oficines del carrer Girona; se sospita d'algú vinculat al mateix club.[16]

## Plantilla
| Núm. | Pos. |               | Jugador                         | Procedència                  | Temporada |
| ---- | ---- | ------------- | ------------------------------- | ---------------------------- | --------- |
|      | POR  | Catalunya     | Iñaki Caña Pavón                | UE Canovelles                | 2005-2006 |
|      | POR  | Catalunya     | Borja Lizarte Núñez             | juvenil                      | 2005-2006 |
|      | DEF  | Catalunya     | Roger Bellavista Fortuny        | juvenil                      | 2002-2003 |
|      | DEF  | Catalunya     | Rubén Salvador McCafferty Myles | juvenil                      | 2002-2003 |
|      | DEF  | Catalunya     | Sergio Azañón Roldán            | CE Premià                    | 2004-2005 |
|      | DEF  | Catalunya     | Ramon Suárez Ibáñez             | FC Barcelona C               | 2005-2006 |
|      | DEF  | País Valencià | Rafael Bellés Barreda           | UE Castelldefels             | 2005-2006 |
|      | DEF  | Catalunya     | Albert Cantó Hervás             | RCD Espanyol juvenil (cedit) | 2005-2006 |
|      | DEF  | Catalunya     | Marc Fortuny Muñoz              | juvenil                      | 2005-2006 |
|      | DEF  | Catalunya     | David Gozálvez Echarri          | CF Gavà                      | 2005-2006 |
|      | MIG  | Catalunya     | Fabià Millán Coll               | juvenil                      | 2002-2003 |
|      | MIG  | Catalunya     | Sergio Ariza Ruiz               | UE Sant Andreu               | 2004-2005 |
|      | MIG  | Catalunya     | Alejandro Ortiz Sánchez         | UE Tàrrega                   | 2005-2006 |
|      | MIG  | Catalunya     | Daniel Gálvez Rentero           | FC Santboià                  | 2005-2006 |
|      | MIG  | Catalunya     | Víctor Colomé Martínez 'Colo'   | UE Vilassar de Mar           | 2005-2006 |
|      | MIG  | Catalunya     | Raúl Hernández Rubio            | AD Mar Menor                 | 2005-2006 |
|      | MIG  | Catalunya     | Elvis Coca Rocha                | CD Logroñés                  | 2005-2006 |
|      | MIG  | Catalunya     | Marc Sala Castillo              | CE Sant Celoni               | 2005-2006 |
|      | MIG  | Catalunya     | Albert Vivó Martí               | UE Sant Andreu (cedit)       | 2005-2006 |
|      | MIG  | Catalunya     | Joan Enric Tarruella Pomés      | CD Blanes                    | 2005-2006 |
|      | DAV  | Catalunya     | Esteban Castaño Jiménez         | UE Vic                       | 2001-2002 |
|      | DAV  | Catalunya     | Abraham Minero Fernández        | juvenil                      | 2004-2005 |
|      | DAV  | Catalunya     | Francisco Manuel Carrasco López | juvenil                      | 2004-2005 |
|      | DAV  | Catalunya     | Jesús García Barea 'Chus'       | UE Tàrrega                   | 2005-2006 |
|      | DAV  | Catalunya     | Ismael Ágreda Mozán             | UA Horta                     | 2005-2006 |
|      | DAV  | Catalunya     | Albert Cervantes Ollé           | SE Eivissa                   | 2005-2006 |
|      | DAV  | Catalunya     | Ramón Morales Cortés            | RCD Espanyol (cedit)         | 2005-2006 |
|      | DAV  | Catalunya     | Sergio Urbano López             | FC Barcelona C (cedit)       | 2005-2006 |
|      | DAV  | Catalunya     | Manuel García Ferrer 'Manolo'   | CD Blanes                    | 2005-2006 |

Altres jugadors utilitzats a la pretemporada: Aleix Camps Maroto (Hospitalet juvenil), Alejandro Ortiz Jiménez (Mataró), Manuel Merino Moreno 'Lolo' (Masnou), Diego Novo Bruña (juvenil), Joan Camprubí Montal 'Campru' (juvenil), Guillermo Robles Clavel (Ferran Martorell), Sergio Ramírez, Santiago Rodríguez Benedito (juvenil), Yuste, Llompart, Coll, Barragán, Valera, Martínez, Mondéjar, Blasco, Matoso. 

Llegenda:  ·   Capità  ·   Juvenil  ·   Lesionat  ·   Altes  ·   Passaport europeu  ·   Extracomunitari  ·   Extracomunitari sense restricció
| Baixes 2004-2005        | Destinació         |
| Carles Crivillé Pedrero | CE Sabadell FC     |
| Eduard Dot Vila         | AEC Manlleu        |
| Manel Ochoa i Jufré     | AEC Manlleu        |
| Sergi Antolín González  | UE Cornellà        |
| Òscar Gely Casabosca    | UE Cornellà        |
| Elies Martí Coderch     | UE Cornellà        |
| Sergio Navarro Justo    | UE Cornellà        |
| Alexandre Delmàs Clascà | CE Mataró          |
| Jordi Folguera Virgili  | CE Manresa         |
| Cristian Raño Pérez     | UE Vilassar de Mar |
| Albert Cuadras Nadal    | RCD Mallorca B     |

| Baixes 2005-2006          | Destinació                    |
| Diego Novo Bruña          | CE Sant Celoni (cedit)        |
| Alejandro Ortiz Jiménez   | Caravaca CF                   |
| Jesús García Barea 'Chus' |                               |
| Albert Cantó Hervás       | CF Badalona B (2006-2007)     |
| Daniel Gálvez Rentero     | CF Badalona B                 |
| Ramón Morales Cortés      | CE Mataró (2006-2007)         |
| Ismael Ágreda Mozán       | UE Vilassar de Mar → UA Horta |
| Sergio Azañón Roldán      | UE Vilassar de Mar            |
| Marc Sala Castillo        | CE Sant Celoni                |

| Jornades | 01 | 02 | 03 | 04 | 05 | 06 | 07 | 08 | 09 | 10 | 11 | 12 | 13 | 14 | 15 | 16 | 17 | 18 | 19 | 20 | 21 | 22 | 23 | 24 | 25 | 26 | 27 | 28 | 29 | 30 | 31 | 32 | 33 | 34 | 35 | 36 | 37 | 38 | Sumatoris       | PJ              | GM | GE | TG  | TV |
| --- | --- | --- | --- | --- | --- | --- | --- | --- | --- | --- | --- | --- | --- | --- | --- | --- | --- | --- | --- | --- | --- | --- | --- | --- | --- | --- | --- | --- | --- | --- | --- | --- | --- | --- | --- | --- | --- | --- | --------------- | --------------- | -- | -- | --- | -- |
| Suárez | T | T | T | T | T | T | T | T | T | T | | T | S | S | T | S | T | T | T | T | T | T | T | T | | T | T | T | | T | | E | T | T | T | T | T | S | Suárez          | 34              | 2  |    | 9   | 1  |
| Bellavista | | E | E | T | | E | T | S | T | T | T | T | T | T | | T | T | S | E | T | T | T | | T | T | T | T | | T | E | T | T | T | T | T | T | T | T | Bellavista      | 33              |    |    | 9   | 1  |
| Rubén Salvador | T | T | T | T | T | S | T | T | T | T | T | T | T | | T | | T | S | T | T | T | | T | T | T | | S | T | T | T | T | T | T | T | T | T | T | | Rubén Salvador  | 33              |    |    | 10  | 1  |
| Esteban | T | T | T | T | T | T | T | T | T | T | S | S | T | S | | | | | T | S | T | S | T | T | S | S | T | S | T | T | S | | | E | E | T | S | T | Esteban         | 32              | 5  |    | 3   |    |
| Fran | | T | T | T | T | E | S | S | T | T | S | S | T | T | S | S | T | | E | E | | | E | T | E | E | E | S | E | E | | T | | E | E | E | E | T | Fran            | 32              | 4  |    | 6   | 1  |
| Iñaki | T | T | T | T | T | T | T | T | | | T | T | T | T | T | T | T | T | T | T | T | T | T | T | T | T | T | T | S | | | | T | T | T | T | T | | Iñaki           | 32              |    | 53 | 5   | 1  |
| Raúl | T | T | S | S | S | | E | E | E | E | T | S | S | E | S | S | S | T | S | E | E | E | E | | | S | E | E | | | E | | S | S | S | E | | | Raúl            | 30              | 1  |    | 3   |    |
| Rafa Bellés | T | T | S | | T | T | T | T | T | T | T | T | T | T | T | T | T | T | T | | | | | | T | T | | T | T | | T | S | T | E | T | T | T | T | Rafa Bellés     | 30              |    |    | 7   |    |
| Cervantes | T | S | | E | E | T | E | | | | E | E | E | E | E | | E | S | | E | E | S | E | E | E | | | E | | E | E | S | T | S | S | E | E | E | Cervantes       | 29              | 1  |    | 3   | 1  |
| Álex Ortiz | | E | E | | | T | S | T | S | T | T | | | E | S | T | | E | | T | T | S | | S | E | S | S | T | T | T | T | T | T | T | | S | | T | Álex Ortiz      | 28              | 1  |    | 12  | 2  |
| Sergio Urbano | | | | | | | | | | | | E | E | T | T | T | S | | T | S | T | T | T | S | T | T | T | T | T | T | T | | S | T | T | T | T | S | Sergio Urbano   | 25              | 13 |    | 3   |    |
| Fabià | | S | T | T | T | T | | T | S | T | T | T | S | S | T | T | T | T | E | | S | | | | | | | | | | E | T | E | | | | E | | Fabià           | 22              | 1  |    | 5   | 1  |
| Colo | E | S | | | E | T | T | T | T | S | S | T | T | T | T | T | T | T | T | T | S | | | | | | | | | | | | | | | | | T | Colo            | 20              | 3  |    | 2   |    |
| Ariza | T | T | T | T | S | | | | | | | | | | | T | T | T | S | T | S | T | T | | T | | | | E | T | S | E | S | S | | | | | Ariza           | 20              |    |    | 7   |    |
| Abraham | | | | E | E | | | | | | | | | | | E | E | T | S | S | | T | S | | T | T | S | S | S | S | | | | | T | S | T | T | Abraham         | 19              | 1  |    | 5   |    |
| Vivó | | | | | | | | | | | | | | | | | | | T | T | T | T | T | T | | T | T | T | T | T | T | T | E | T | | | S | E | Vivó            | 17              |    |    | 7   | 1  |
| Elvis | T | | T | S | T | S | S | | E | | E | | | | E | E | | E | | | E | | | E | | E | | | | | | | | | | | | E | Elvis           | 15              |    |    | 4   | 1  |
| Manolo | | | | | | | | | | | | | | | | | | | | | | E | S | | S | | T | E | S | | T | T | T | T | T | T | T | S | Manolo          | 14              | 1  |    | 2   |    |
| Tarruella | | | | | | | | | | | | | | | | | | | | | | E | S | T | S | E | T | T | T | S | S | T | | | E | S | S | | Tarruella       | 14              | 1  |    | 3   |    |
| David | | | | | | | | | | | | | | | | | | | | | | T | T | T | T | T | E | | | S | | | E | | S | | | | David           | 9               |    |    | 2   |    |
| Ismael | | E | S | S | S | | T | S | S | S | | | | | | | | | | | | | | | | | | | | | | | | | | | | | Ismael          | 8               | 2  |    | 3   |    |
| Borja | | | | | | | | E | T | T | | | | | | | | | | | | | | | | | | | E | T | T | T | | | | | | T | Borja           | 8               |    | 16 |     |    |
| Azañón | | | | | | E | | | | | E | E | E | T | E | E | | E | | | | | | | | | | | | | | | | | | | | | Azañón          | 8               |    |    | 2   |    |
| Fortuny | | | | | | | | | | | T | T | T | T | T | | | | | | | | | | | | | | | | | | | | | | | | Fortuny         | 5               |    |    | 4   |    |
| Morales | | | E | | | S | E | E | | | | | | | | | | | | | | | | | | | | | | | | | | | | | | | Morales         | 4               |    |    |     |    |
| Dani Gálvez | | | | E | | | | | E | E | | | | | | | | | | | | | | | | | | | | | | | | | | | | | Dani Gálvez     | 3               |    |    |     |    |
| Chus | S | | | | | | | | | | | | | | | | | | | | | | | | | | | | | | | | | | | | | | Chus            | 1               |    |    |     |    |
| Cantó | T | | | | | | | | | | | | | | | | | | | | | | | | | | | | | | | | | | | | | | Cantó           | 1               |    |    |     |    |
| Marc Sala | | | | | | | | | | | | | | | | | | | | | | | | | | | | | | | | | | | | | | | Marc Sala       | -               |    |    |     |    |
| T:titular, S:surt, E:entra, ES:entra i surt, PJ:partits jugats, GM:gols marcats, GE:gols encaixats, TG:targetes grogues, TV:targetes vermelles \| groga \| groga + groga \| groga + vermella \| vermella \| sanció \| lesió \| baixa \| | T:titular, S:surt, E:entra, ES:entra i surt, PJ:partits jugats, GM:gols marcats, GE:gols encaixats, TG:targetes grogues, TV:targetes vermelles \| groga \| groga + groga \| groga + vermella \| vermella \| sanció \| lesió \| baixa \| | T:titular, S:surt, E:entra, ES:entra i surt, PJ:partits jugats, GM:gols marcats, GE:gols encaixats, TG:targetes grogues, TV:targetes vermelles \| groga \| groga + groga \| groga + vermella \| vermella \| sanció \| lesió \| baixa \| | T:titular, S:surt, E:entra, ES:entra i surt, PJ:partits jugats, GM:gols marcats, GE:gols encaixats, TG:targetes grogues, TV:targetes vermelles \| groga \| groga + groga \| groga + vermella \| vermella \| sanció \| lesió \| baixa \| | T:titular, S:surt, E:entra, ES:entra i surt, PJ:partits jugats, GM:gols marcats, GE:gols encaixats, TG:targetes grogues, TV:targetes vermelles \| groga \| groga + groga \| groga + vermella \| vermella \| sanció \| lesió \| baixa \| | T:titular, S:surt, E:entra, ES:entra i surt, PJ:partits jugats, GM:gols marcats, GE:gols encaixats, TG:targetes grogues, TV:targetes vermelles \| groga \| groga + groga \| groga + vermella \| vermella \| sanció \| lesió \| baixa \| | T:titular, S:surt, E:entra, ES:entra i surt, PJ:partits jugats, GM:gols marcats, GE:gols encaixats, TG:targetes grogues, TV:targetes vermelles \| groga \| groga + groga \| groga + vermella \| vermella \| sanció \| lesió \| baixa \| | T:titular, S:surt, E:entra, ES:entra i surt, PJ:partits jugats, GM:gols marcats, GE:gols encaixats, TG:targetes grogues, TV:targetes vermelles \| groga \| groga + groga \| groga + vermella \| vermella \| sanció \| lesió \| baixa \| | T:titular, S:surt, E:entra, ES:entra i surt, PJ:partits jugats, GM:gols marcats, GE:gols encaixats, TG:targetes grogues, TV:targetes vermelles \| groga \| groga + groga \| groga + vermella \| vermella \| sanció \| lesió \| baixa \| | T:titular, S:surt, E:entra, ES:entra i surt, PJ:partits jugats, GM:gols marcats, GE:gols encaixats, TG:targetes grogues, TV:targetes vermelles \| groga \| groga + groga \| groga + vermella \| vermella \| sanció \| lesió \| baixa \| | T:titular, S:surt, E:entra, ES:entra i surt, PJ:partits jugats, GM:gols marcats, GE:gols encaixats, TG:targetes grogues, TV:targetes vermelles \| groga \| groga + groga \| groga + vermella \| vermella \| sanció \| lesió \| baixa \| | T:titular, S:surt, E:entra, ES:entra i surt, PJ:partits jugats, GM:gols marcats, GE:gols encaixats, TG:targetes grogues, TV:targetes vermelles \| groga \| groga + groga \| groga + vermella \| vermella \| sanció \| lesió \| baixa \| | T:titular, S:surt, E:entra, ES:entra i surt, PJ:partits jugats, GM:gols marcats, GE:gols encaixats, TG:targetes grogues, TV:targetes vermelles \| groga \| groga + groga \| groga + vermella \| vermella \| sanció \| lesió \| baixa \| | T:titular, S:surt, E:entra, ES:entra i surt, PJ:partits jugats, GM:gols marcats, GE:gols encaixats, TG:targetes grogues, TV:targetes vermelles \| groga \| groga + groga \| groga + vermella \| vermella \| sanció \| lesió \| baixa \| | T:titular, S:surt, E:entra, ES:entra i surt, PJ:partits jugats, GM:gols marcats, GE:gols encaixats, TG:targetes grogues, TV:targetes vermelles \| groga \| groga + groga \| groga + vermella \| vermella \| sanció \| lesió \| baixa \| | T:titular, S:surt, E:entra, ES:entra i surt, PJ:partits jugats, GM:gols marcats, GE:gols encaixats, TG:targetes grogues, TV:targetes vermelles \| groga \| groga + groga \| groga + vermella \| vermella \| sanció \| lesió \| baixa \| | T:titular, S:surt, E:entra, ES:entra i surt, PJ:partits jugats, GM:gols marcats, GE:gols encaixats, TG:targetes grogues, TV:targetes vermelles \| groga \| groga + groga \| groga + vermella \| vermella \| sanció \| lesió \| baixa \| | T:titular, S:surt, E:entra, ES:entra i surt, PJ:partits jugats, GM:gols marcats, GE:gols encaixats, TG:targetes grogues, TV:targetes vermelles \| groga \| groga + groga \| groga + vermella \| vermella \| sanció \| lesió \| baixa \| | T:titular, S:surt, E:entra, ES:entra i surt, PJ:partits jugats, GM:gols marcats, GE:gols encaixats, TG:targetes grogues, TV:targetes vermelles \| groga \| groga + groga \| groga + vermella \| vermella \| sanció \| lesió \| baixa \| | T:titular, S:surt, E:entra, ES:entra i surt, PJ:partits jugats, GM:gols marcats, GE:gols encaixats, TG:targetes grogues, TV:targetes vermelles \| groga \| groga + groga \| groga + vermella \| vermella \| sanció \| lesió \| baixa \| | T:titular, S:surt, E:entra, ES:entra i surt, PJ:partits jugats, GM:gols marcats, GE:gols encaixats, TG:targetes grogues, TV:targetes vermelles \| groga \| groga + groga \| groga + vermella \| vermella \| sanció \| lesió \| baixa \| | T:titular, S:surt, E:entra, ES:entra i surt, PJ:partits jugats, GM:gols marcats, GE:gols encaixats, TG:targetes grogues, TV:targetes vermelles \| groga \| groga + groga \| groga + vermella \| vermella \| sanció \| lesió \| baixa \| | T:titular, S:surt, E:entra, ES:entra i surt, PJ:partits jugats, GM:gols marcats, GE:gols encaixats, TG:targetes grogues, TV:targetes vermelles \| groga \| groga + groga \| groga + vermella \| vermella \| sanció \| lesió \| baixa \| | T:titular, S:surt, E:entra, ES:entra i surt, PJ:partits jugats, GM:gols marcats, GE:gols encaixats, TG:targetes grogues, TV:targetes vermelles \| groga \| groga + groga \| groga + vermella \| vermella \| sanció \| lesió \| baixa \| | T:titular, S:surt, E:entra, ES:entra i surt, PJ:partits jugats, GM:gols marcats, GE:gols encaixats, TG:targetes grogues, TV:targetes vermelles \| groga \| groga + groga \| groga + vermella \| vermella \| sanció \| lesió \| baixa \| | T:titular, S:surt, E:entra, ES:entra i surt, PJ:partits jugats, GM:gols marcats, GE:gols encaixats, TG:targetes grogues, TV:targetes vermelles \| groga \| groga + groga \| groga + vermella \| vermella \| sanció \| lesió \| baixa \| | T:titular, S:surt, E:entra, ES:entra i surt, PJ:partits jugats, GM:gols marcats, GE:gols encaixats, TG:targetes grogues, TV:targetes vermelles \| groga \| groga + groga \| groga + vermella \| vermella \| sanció \| lesió \| baixa \| | T:titular, S:surt, E:entra, ES:entra i surt, PJ:partits jugats, GM:gols marcats, GE:gols encaixats, TG:targetes grogues, TV:targetes vermelles \| groga \| groga + groga \| groga + vermella \| vermella \| sanció \| lesió \| baixa \| | T:titular, S:surt, E:entra, ES:entra i surt, PJ:partits jugats, GM:gols marcats, GE:gols encaixats, TG:targetes grogues, TV:targetes vermelles \| groga \| groga + groga \| groga + vermella \| vermella \| sanció \| lesió \| baixa \| | T:titular, S:surt, E:entra, ES:entra i surt, PJ:partits jugats, GM:gols marcats, GE:gols encaixats, TG:targetes grogues, TV:targetes vermelles \| groga \| groga + groga \| groga + vermella \| vermella \| sanció \| lesió \| baixa \| | T:titular, S:surt, E:entra, ES:entra i surt, PJ:partits jugats, GM:gols marcats, GE:gols encaixats, TG:targetes grogues, TV:targetes vermelles \| groga \| groga + groga \| groga + vermella \| vermella \| sanció \| lesió \| baixa \| | T:titular, S:surt, E:entra, ES:entra i surt, PJ:partits jugats, GM:gols marcats, GE:gols encaixats, TG:targetes grogues, TV:targetes vermelles \| groga \| groga + groga \| groga + vermella \| vermella \| sanció \| lesió \| baixa \| | T:titular, S:surt, E:entra, ES:entra i surt, PJ:partits jugats, GM:gols marcats, GE:gols encaixats, TG:targetes grogues, TV:targetes vermelles \| groga \| groga + groga \| groga + vermella \| vermella \| sanció \| lesió \| baixa \| | T:titular, S:surt, E:entra, ES:entra i surt, PJ:partits jugats, GM:gols marcats, GE:gols encaixats, TG:targetes grogues, TV:targetes vermelles \| groga \| groga + groga \| groga + vermella \| vermella \| sanció \| lesió \| baixa \| | T:titular, S:surt, E:entra, ES:entra i surt, PJ:partits jugats, GM:gols marcats, GE:gols encaixats, TG:targetes grogues, TV:targetes vermelles \| groga \| groga + groga \| groga + vermella \| vermella \| sanció \| lesió \| baixa \| | T:titular, S:surt, E:entra, ES:entra i surt, PJ:partits jugats, GM:gols marcats, GE:gols encaixats, TG:targetes grogues, TV:targetes vermelles \| groga \| groga + groga \| groga + vermella \| vermella \| sanció \| lesió \| baixa \| | T:titular, S:surt, E:entra, ES:entra i surt, PJ:partits jugats, GM:gols marcats, GE:gols encaixats, TG:targetes grogues, TV:targetes vermelles \| groga \| groga + groga \| groga + vermella \| vermella \| sanció \| lesió \| baixa \| | T:titular, S:surt, E:entra, ES:entra i surt, PJ:partits jugats, GM:gols marcats, GE:gols encaixats, TG:targetes grogues, TV:targetes vermelles \| groga \| groga + groga \| groga + vermella \| vermella \| sanció \| lesió \| baixa \| | T:titular, S:surt, E:entra, ES:entra i surt, PJ:partits jugats, GM:gols marcats, GE:gols encaixats, TG:targetes grogues, TV:targetes vermelles \| groga \| groga + groga \| groga + vermella \| vermella \| sanció \| lesió \| baixa \| | En pròpia porta | En pròpia porta |    |    |     |    |
| T:titular, S:surt, E:entra, ES:entra i surt, PJ:partits jugats, GM:gols marcats, GE:gols encaixats, TG:targetes grogues, TV:targetes vermelles \| groga \| groga + groga \| groga + vermella \| vermella \| sanció \| lesió \| baixa \| | T:titular, S:surt, E:entra, ES:entra i surt, PJ:partits jugats, GM:gols marcats, GE:gols encaixats, TG:targetes grogues, TV:targetes vermelles \| groga \| groga + groga \| groga + vermella \| vermella \| sanció \| lesió \| baixa \| | T:titular, S:surt, E:entra, ES:entra i surt, PJ:partits jugats, GM:gols marcats, GE:gols encaixats, TG:targetes grogues, TV:targetes vermelles \| groga \| groga + groga \| groga + vermella \| vermella \| sanció \| lesió \| baixa \| | T:titular, S:surt, E:entra, ES:entra i surt, PJ:partits jugats, GM:gols marcats, GE:gols encaixats, TG:targetes grogues, TV:targetes vermelles \| groga \| groga + groga \| groga + vermella \| vermella \| sanció \| lesió \| baixa \| | T:titular, S:surt, E:entra, ES:entra i surt, PJ:partits jugats, GM:gols marcats, GE:gols encaixats, TG:targetes grogues, TV:targetes vermelles \| groga \| groga + groga \| groga + vermella \| vermella \| sanció \| lesió \| baixa \| | T:titular, S:surt, E:entra, ES:entra i surt, PJ:partits jugats, GM:gols marcats, GE:gols encaixats, TG:targetes grogues, TV:targetes vermelles \| groga \| groga + groga \| groga + vermella \| vermella \| sanció \| lesió \| baixa \| | T:titular, S:surt, E:entra, ES:entra i surt, PJ:partits jugats, GM:gols marcats, GE:gols encaixats, TG:targetes grogues, TV:targetes vermelles \| groga \| groga + groga \| groga + vermella \| vermella \| sanció \| lesió \| baixa \| | T:titular, S:surt, E:entra, ES:entra i surt, PJ:partits jugats, GM:gols marcats, GE:gols encaixats, TG:targetes grogues, TV:targetes vermelles \| groga \| groga + groga \| groga + vermella \| vermella \| sanció \| lesió \| baixa \| | T:titular, S:surt, E:entra, ES:entra i surt, PJ:partits jugats, GM:gols marcats, GE:gols encaixats, TG:targetes grogues, TV:targetes vermelles \| groga \| groga + groga \| groga + vermella \| vermella \| sanció \| lesió \| baixa \| | T:titular, S:surt, E:entra, ES:entra i surt, PJ:partits jugats, GM:gols marcats, GE:gols encaixats, TG:targetes grogues, TV:targetes vermelles \| groga \| groga + groga \| groga + vermella \| vermella \| sanció \| lesió \| baixa \| | T:titular, S:surt, E:entra, ES:entra i surt, PJ:partits jugats, GM:gols marcats, GE:gols encaixats, TG:targetes grogues, TV:targetes vermelles \| groga \| groga + groga \| groga + vermella \| vermella \| sanció \| lesió \| baixa \| | T:titular, S:surt, E:entra, ES:entra i surt, PJ:partits jugats, GM:gols marcats, GE:gols encaixats, TG:targetes grogues, TV:targetes vermelles \| groga \| groga + groga \| groga + vermella \| vermella \| sanció \| lesió \| baixa \| | T:titular, S:surt, E:entra, ES:entra i surt, PJ:partits jugats, GM:gols marcats, GE:gols encaixats, TG:targetes grogues, TV:targetes vermelles \| groga \| groga + groga \| groga + vermella \| vermella \| sanció \| lesió \| baixa \| | T:titular, S:surt, E:entra, ES:entra i surt, PJ:partits jugats, GM:gols marcats, GE:gols encaixats, TG:targetes grogues, TV:targetes vermelles \| groga \| groga + groga \| groga + vermella \| vermella \| sanció \| lesió \| baixa \| | T:titular, S:surt, E:entra, ES:entra i surt, PJ:partits jugats, GM:gols marcats, GE:gols encaixats, TG:targetes grogues, TV:targetes vermelles \| groga \| groga + groga \| groga + vermella \| vermella \| sanció \| lesió \| baixa \| | T:titular, S:surt, E:entra, ES:entra i surt, PJ:partits jugats, GM:gols marcats, GE:gols encaixats, TG:targetes grogues, TV:targetes vermelles \| groga \| groga + groga \| groga + vermella \| vermella \| sanció \| lesió \| baixa \| | T:titular, S:surt, E:entra, ES:entra i surt, PJ:partits jugats, GM:gols marcats, GE:gols encaixats, TG:targetes grogues, TV:targetes vermelles \| groga \| groga + groga \| groga + vermella \| vermella \| sanció \| lesió \| baixa \| | T:titular, S:surt, E:entra, ES:entra i surt, PJ:partits jugats, GM:gols marcats, GE:gols encaixats, TG:targetes grogues, TV:targetes vermelles \| groga \| groga + groga \| groga + vermella \| vermella \| sanció \| lesió \| baixa \| | T:titular, S:surt, E:entra, ES:entra i surt, PJ:partits jugats, GM:gols marcats, GE:gols encaixats, TG:targetes grogues, TV:targetes vermelles \| groga \| groga + groga \| groga + vermella \| vermella \| sanció \| lesió \| baixa \| | T:titular, S:surt, E:entra, ES:entra i surt, PJ:partits jugats, GM:gols marcats, GE:gols encaixats, TG:targetes grogues, TV:targetes vermelles \| groga \| groga + groga \| groga + vermella \| vermella \| sanció \| lesió \| baixa \| | T:titular, S:surt, E:entra, ES:entra i surt, PJ:partits jugats, GM:gols marcats, GE:gols encaixats, TG:targetes grogues, TV:targetes vermelles \| groga \| groga + groga \| groga + vermella \| vermella \| sanció \| lesió \| baixa \| | T:titular, S:surt, E:entra, ES:entra i surt, PJ:partits jugats, GM:gols marcats, GE:gols encaixats, TG:targetes grogues, TV:targetes vermelles \| groga \| groga + groga \| groga + vermella \| vermella \| sanció \| lesió \| baixa \| | T:titular, S:surt, E:entra, ES:entra i surt, PJ:partits jugats, GM:gols marcats, GE:gols encaixats, TG:targetes grogues, TV:targetes vermelles \| groga \| groga + groga \| groga + vermella \| vermella \| sanció \| lesió \| baixa \| | T:titular, S:surt, E:entra, ES:entra i surt, PJ:partits jugats, GM:gols marcats, GE:gols encaixats, TG:targetes grogues, TV:targetes vermelles \| groga \| groga + groga \| groga + vermella \| vermella \| sanció \| lesió \| baixa \| | T:titular, S:surt, E:entra, ES:entra i surt, PJ:partits jugats, GM:gols marcats, GE:gols encaixats, TG:targetes grogues, TV:targetes vermelles \| groga \| groga + groga \| groga + vermella \| vermella \| sanció \| lesió \| baixa \| | T:titular, S:surt, E:entra, ES:entra i surt, PJ:partits jugats, GM:gols marcats, GE:gols encaixats, TG:targetes grogues, TV:targetes vermelles \| groga \| groga + groga \| groga + vermella \| vermella \| sanció \| lesió \| baixa \| | T:titular, S:surt, E:entra, ES:entra i surt, PJ:partits jugats, GM:gols marcats, GE:gols encaixats, TG:targetes grogues, TV:targetes vermelles \| groga \| groga + groga \| groga + vermella \| vermella \| sanció \| lesió \| baixa \| | T:titular, S:surt, E:entra, ES:entra i surt, PJ:partits jugats, GM:gols marcats, GE:gols encaixats, TG:targetes grogues, TV:targetes vermelles \| groga \| groga + groga \| groga + vermella \| vermella \| sanció \| lesió \| baixa \| | T:titular, S:surt, E:entra, ES:entra i surt, PJ:partits jugats, GM:gols marcats, GE:gols encaixats, TG:targetes grogues, TV:targetes vermelles \| groga \| groga + groga \| groga + vermella \| vermella \| sanció \| lesió \| baixa \| | T:titular, S:surt, E:entra, ES:entra i surt, PJ:partits jugats, GM:gols marcats, GE:gols encaixats, TG:targetes grogues, TV:targetes vermelles \| groga \| groga + groga \| groga + vermella \| vermella \| sanció \| lesió \| baixa \| | T:titular, S:surt, E:entra, ES:entra i surt, PJ:partits jugats, GM:gols marcats, GE:gols encaixats, TG:targetes grogues, TV:targetes vermelles \| groga \| groga + groga \| groga + vermella \| vermella \| sanció \| lesió \| baixa \| | T:titular, S:surt, E:entra, ES:entra i surt, PJ:partits jugats, GM:gols marcats, GE:gols encaixats, TG:targetes grogues, TV:targetes vermelles \| groga \| groga + groga \| groga + vermella \| vermella \| sanció \| lesió \| baixa \| | T:titular, S:surt, E:entra, ES:entra i surt, PJ:partits jugats, GM:gols marcats, GE:gols encaixats, TG:targetes grogues, TV:targetes vermelles \| groga \| groga + groga \| groga + vermella \| vermella \| sanció \| lesió \| baixa \| | T:titular, S:surt, E:entra, ES:entra i surt, PJ:partits jugats, GM:gols marcats, GE:gols encaixats, TG:targetes grogues, TV:targetes vermelles \| groga \| groga + groga \| groga + vermella \| vermella \| sanció \| lesió \| baixa \| | T:titular, S:surt, E:entra, ES:entra i surt, PJ:partits jugats, GM:gols marcats, GE:gols encaixats, TG:targetes grogues, TV:targetes vermelles \| groga \| groga + groga \| groga + vermella \| vermella \| sanció \| lesió \| baixa \| | T:titular, S:surt, E:entra, ES:entra i surt, PJ:partits jugats, GM:gols marcats, GE:gols encaixats, TG:targetes grogues, TV:targetes vermelles \| groga \| groga + groga \| groga + vermella \| vermella \| sanció \| lesió \| baixa \| | T:titular, S:surt, E:entra, ES:entra i surt, PJ:partits jugats, GM:gols marcats, GE:gols encaixats, TG:targetes grogues, TV:targetes vermelles \| groga \| groga + groga \| groga + vermella \| vermella \| sanció \| lesió \| baixa \| | T:titular, S:surt, E:entra, ES:entra i surt, PJ:partits jugats, GM:gols marcats, GE:gols encaixats, TG:targetes grogues, TV:targetes vermelles \| groga \| groga + groga \| groga + vermella \| vermella \| sanció \| lesió \| baixa \| | T:titular, S:surt, E:entra, ES:entra i surt, PJ:partits jugats, GM:gols marcats, GE:gols encaixats, TG:targetes grogues, TV:targetes vermelles \| groga \| groga + groga \| groga + vermella \| vermella \| sanció \| lesió \| baixa \| | Per sanció      |                 |    |    |     |    |
| T:titular, S:surt, E:entra, ES:entra i surt, PJ:partits jugats, GM:gols marcats, GE:gols encaixats, TG:targetes grogues, TV:targetes vermelles \| groga \| groga + groga \| groga + vermella \| vermella \| sanció \| lesió \| baixa \| | T:titular, S:surt, E:entra, ES:entra i surt, PJ:partits jugats, GM:gols marcats, GE:gols encaixats, TG:targetes grogues, TV:targetes vermelles \| groga \| groga + groga \| groga + vermella \| vermella \| sanció \| lesió \| baixa \| | T:titular, S:surt, E:entra, ES:entra i surt, PJ:partits jugats, GM:gols marcats, GE:gols encaixats, TG:targetes grogues, TV:targetes vermelles \| groga \| groga + groga \| groga + vermella \| vermella \| sanció \| lesió \| baixa \| | T:titular, S:surt, E:entra, ES:entra i surt, PJ:partits jugats, GM:gols marcats, GE:gols encaixats, TG:targetes grogues, TV:targetes vermelles \| groga \| groga + groga \| groga + vermella \| vermella \| sanció \| lesió \| baixa \| | T:titular, S:surt, E:entra, ES:entra i surt, PJ:partits jugats, GM:gols marcats, GE:gols encaixats, TG:targetes grogues, TV:targetes vermelles \| groga \| groga + groga \| groga + vermella \| vermella \| sanció \| lesió \| baixa \| | T:titular, S:surt, E:entra, ES:entra i surt, PJ:partits jugats, GM:gols marcats, GE:gols encaixats, TG:targetes grogues, TV:targetes vermelles \| groga \| groga + groga \| groga + vermella \| vermella \| sanció \| lesió \| baixa \| | T:titular, S:surt, E:entra, ES:entra i surt, PJ:partits jugats, GM:gols marcats, GE:gols encaixats, TG:targetes grogues, TV:targetes vermelles \| groga \| groga + groga \| groga + vermella \| vermella \| sanció \| lesió \| baixa \| | T:titular, S:surt, E:entra, ES:entra i surt, PJ:partits jugats, GM:gols marcats, GE:gols encaixats, TG:targetes grogues, TV:targetes vermelles \| groga \| groga + groga \| groga + vermella \| vermella \| sanció \| lesió \| baixa \| | T:titular, S:surt, E:entra, ES:entra i surt, PJ:partits jugats, GM:gols marcats, GE:gols encaixats, TG:targetes grogues, TV:targetes vermelles \| groga \| groga + groga \| groga + vermella \| vermella \| sanció \| lesió \| baixa \| | T:titular, S:surt, E:entra, ES:entra i surt, PJ:partits jugats, GM:gols marcats, GE:gols encaixats, TG:targetes grogues, TV:targetes vermelles \| groga \| groga + groga \| groga + vermella \| vermella \| sanció \| lesió \| baixa \| | T:titular, S:surt, E:entra, ES:entra i surt, PJ:partits jugats, GM:gols marcats, GE:gols encaixats, TG:targetes grogues, TV:targetes vermelles \| groga \| groga + groga \| groga + vermella \| vermella \| sanció \| lesió \| baixa \| | T:titular, S:surt, E:entra, ES:entra i surt, PJ:partits jugats, GM:gols marcats, GE:gols encaixats, TG:targetes grogues, TV:targetes vermelles \| groga \| groga + groga \| groga + vermella \| vermella \| sanció \| lesió \| baixa \| | T:titular, S:surt, E:entra, ES:entra i surt, PJ:partits jugats, GM:gols marcats, GE:gols encaixats, TG:targetes grogues, TV:targetes vermelles \| groga \| groga + groga \| groga + vermella \| vermella \| sanció \| lesió \| baixa \| | T:titular, S:surt, E:entra, ES:entra i surt, PJ:partits jugats, GM:gols marcats, GE:gols encaixats, TG:targetes grogues, TV:targetes vermelles \| groga \| groga + groga \| groga + vermella \| vermella \| sanció \| lesió \| baixa \| | T:titular, S:surt, E:entra, ES:entra i surt, PJ:partits jugats, GM:gols marcats, GE:gols encaixats, TG:targetes grogues, TV:targetes vermelles \| groga \| groga + groga \| groga + vermella \| vermella \| sanció \| lesió \| baixa \| | T:titular, S:surt, E:entra, ES:entra i surt, PJ:partits jugats, GM:gols marcats, GE:gols encaixats, TG:targetes grogues, TV:targetes vermelles \| groga \| groga + groga \| groga + vermella \| vermella \| sanció \| lesió \| baixa \| | T:titular, S:surt, E:entra, ES:entra i surt, PJ:partits jugats, GM:gols marcats, GE:gols encaixats, TG:targetes grogues, TV:targetes vermelles \| groga \| groga + groga \| groga + vermella \| vermella \| sanció \| lesió \| baixa \| | T:titular, S:surt, E:entra, ES:entra i surt, PJ:partits jugats, GM:gols marcats, GE:gols encaixats, TG:targetes grogues, TV:targetes vermelles \| groga \| groga + groga \| groga + vermella \| vermella \| sanció \| lesió \| baixa \| | T:titular, S:surt, E:entra, ES:entra i surt, PJ:partits jugats, GM:gols marcats, GE:gols encaixats, TG:targetes grogues, TV:targetes vermelles \| groga \| groga + groga \| groga + vermella \| vermella \| sanció \| lesió \| baixa \| | T:titular, S:surt, E:entra, ES:entra i surt, PJ:partits jugats, GM:gols marcats, GE:gols encaixats, TG:targetes grogues, TV:targetes vermelles \| groga \| groga + groga \| groga + vermella \| vermella \| sanció \| lesió \| baixa \| | T:titular, S:surt, E:entra, ES:entra i surt, PJ:partits jugats, GM:gols marcats, GE:gols encaixats, TG:targetes grogues, TV:targetes vermelles \| groga \| groga + groga \| groga + vermella \| vermella \| sanció \| lesió \| baixa \| | T:titular, S:surt, E:entra, ES:entra i surt, PJ:partits jugats, GM:gols marcats, GE:gols encaixats, TG:targetes grogues, TV:targetes vermelles \| groga \| groga + groga \| groga + vermella \| vermella \| sanció \| lesió \| baixa \| | T:titular, S:surt, E:entra, ES:entra i surt, PJ:partits jugats, GM:gols marcats, GE:gols encaixats, TG:targetes grogues, TV:targetes vermelles \| groga \| groga + groga \| groga + vermella \| vermella \| sanció \| lesió \| baixa \| | T:titular, S:surt, E:entra, ES:entra i surt, PJ:partits jugats, GM:gols marcats, GE:gols encaixats, TG:targetes grogues, TV:targetes vermelles \| groga \| groga + groga \| groga + vermella \| vermella \| sanció \| lesió \| baixa \| | T:titular, S:surt, E:entra, ES:entra i surt, PJ:partits jugats, GM:gols marcats, GE:gols encaixats, TG:targetes grogues, TV:targetes vermelles \| groga \| groga + groga \| groga + vermella \| vermella \| sanció \| lesió \| baixa \| | T:titular, S:surt, E:entra, ES:entra i surt, PJ:partits jugats, GM:gols marcats, GE:gols encaixats, TG:targetes grogues, TV:targetes vermelles \| groga \| groga + groga \| groga + vermella \| vermella \| sanció \| lesió \| baixa \| | T:titular, S:surt, E:entra, ES:entra i surt, PJ:partits jugats, GM:gols marcats, GE:gols encaixats, TG:targetes grogues, TV:targetes vermelles \| groga \| groga + groga \| groga + vermella \| vermella \| sanció \| lesió \| baixa \| | T:titular, S:surt, E:entra, ES:entra i surt, PJ:partits jugats, GM:gols marcats, GE:gols encaixats, TG:targetes grogues, TV:targetes vermelles \| groga \| groga + groga \| groga + vermella \| vermella \| sanció \| lesió \| baixa \| | T:titular, S:surt, E:entra, ES:entra i surt, PJ:partits jugats, GM:gols marcats, GE:gols encaixats, TG:targetes grogues, TV:targetes vermelles \| groga \| groga + groga \| groga + vermella \| vermella \| sanció \| lesió \| baixa \| | T:titular, S:surt, E:entra, ES:entra i surt, PJ:partits jugats, GM:gols marcats, GE:gols encaixats, TG:targetes grogues, TV:targetes vermelles \| groga \| groga + groga \| groga + vermella \| vermella \| sanció \| lesió \| baixa \| | T:titular, S:surt, E:entra, ES:entra i surt, PJ:partits jugats, GM:gols marcats, GE:gols encaixats, TG:targetes grogues, TV:targetes vermelles \| groga \| groga + groga \| groga + vermella \| vermella \| sanció \| lesió \| baixa \| | T:titular, S:surt, E:entra, ES:entra i surt, PJ:partits jugats, GM:gols marcats, GE:gols encaixats, TG:targetes grogues, TV:targetes vermelles \| groga \| groga + groga \| groga + vermella \| vermella \| sanció \| lesió \| baixa \| | T:titular, S:surt, E:entra, ES:entra i surt, PJ:partits jugats, GM:gols marcats, GE:gols encaixats, TG:targetes grogues, TV:targetes vermelles \| groga \| groga + groga \| groga + vermella \| vermella \| sanció \| lesió \| baixa \| | T:titular, S:surt, E:entra, ES:entra i surt, PJ:partits jugats, GM:gols marcats, GE:gols encaixats, TG:targetes grogues, TV:targetes vermelles \| groga \| groga + groga \| groga + vermella \| vermella \| sanció \| lesió \| baixa \| | T:titular, S:surt, E:entra, ES:entra i surt, PJ:partits jugats, GM:gols marcats, GE:gols encaixats, TG:targetes grogues, TV:targetes vermelles \| groga \| groga + groga \| groga + vermella \| vermella \| sanció \| lesió \| baixa \| | T:titular, S:surt, E:entra, ES:entra i surt, PJ:partits jugats, GM:gols marcats, GE:gols encaixats, TG:targetes grogues, TV:targetes vermelles \| groga \| groga + groga \| groga + vermella \| vermella \| sanció \| lesió \| baixa \| | T:titular, S:surt, E:entra, ES:entra i surt, PJ:partits jugats, GM:gols marcats, GE:gols encaixats, TG:targetes grogues, TV:targetes vermelles \| groga \| groga + groga \| groga + vermella \| vermella \| sanció \| lesió \| baixa \| | T:titular, S:surt, E:entra, ES:entra i surt, PJ:partits jugats, GM:gols marcats, GE:gols encaixats, TG:targetes grogues, TV:targetes vermelles \| groga \| groga + groga \| groga + vermella \| vermella \| sanció \| lesió \| baixa \| | T:titular, S:surt, E:entra, ES:entra i surt, PJ:partits jugats, GM:gols marcats, GE:gols encaixats, TG:targetes grogues, TV:targetes vermelles \| groga \| groga + groga \| groga + vermella \| vermella \| sanció \| lesió \| baixa \| | Totals          | Totals          | 37 | 69 | 116 | 11 |
| groga | groga + groga | groga + vermella | vermella | sanció | lesió | baixa | | | | | | | | | | | | | | | | | | | | | | | | | | | | | | | | |                 |                 |    |    |     |    |

## Resultats i classificacions
| Copa Catalunya |

| 5 juny 2005    | EC Granollers | 1 – 3                        | CF Badalona | Granollers                                             |  |
| 18:30 1a ronda | Diego Novo 49' · Ochoa · Elies, Edu Dot, Crivillé, Rubén Salvador · Cantó, Navarro · Ariza, Delmàs, Abraham · Esteban | Mundo Deportivo El 9 Esports | 09' Serrano · 62' Marcial · 71' Dani Martí Suriñach · Vacas, Pibe, Joan Castillo, Juan Carlos · Dani Martí, Gámiz, Javi Recio · Marcial, Serrano, Luis Blanco | Carrer Girona · 200 espectadors · Raúl García García · |  |

| Amistosos |

| 6 agost 2005 | EC Granollers | 4 – 1                 | UE Poble Sec | Granollers                                    |  |
| 19:00        | Cervantes 07' · Yuste 37' · Esteban 72' · Suárez 85' Borja · Santi, Rafa Bellés, Camps, Rubén Salvador · Yuste, Álex Ortiz, Colo, Chus · Cervantes, Ismael | Mundo Deportivo Sport | 20' Hinojo · Dani · Cholo, Hinojo, Arcos, Sanchis · Villegas, Julio, Iván Fuentes · Rubén, Mario Fernández, Castellano | Carrer Girona · Estanislao Plantada Siurans · |  |

| 10 agost 2005 | EC Granollers                                                                                                 | 1 – 2           | UA Horta | Granollers                               |  |
| 20:00         | Llompart 67' · Iñaki · Cantó, Rafa Bellés, Suárez, Santi · Ariza, Coll, Barragán, Blasco · Esteban, Cervantes | Mundo Deportivo | 25' Sanchis · 56' Álex Vázquez · Montoliu, Pipa, Carlos, Rubia · Uri, Pasqui, Heras · Berrocal, Ernest, Sanchis | Carrer Girona · Enrique Esteban Cendra · |  |

| 13 agost 2005 | CD Masnou                                                                                                   | 1 – 0                    | EC Granollers                                                                              | El Masnou                       |  |
| 20:30         | Sultán 13' Planagumà · Serrano, Fajardo, Adolfo, Molina · Manotas, Juan Pedro, Caña · Lolo, Sultán, Romario | Mundo Deportivo El 9 Nou | Iñaki Álex Ortiz, Rafa Bellés, Suárez, Azañón Cantó, Ariza, Fabià, Abraham Cervantes, Fran | Municipal · Ana Zardain López · |  |

| 17 agost 2005 | UE Canovelles | 1 – 1                    | EC Granollers | Canovelles                     |  |
| 19:00         | Aarón 77' Ismael · Carles Fernández, Xavi Plana, Pol, Rai · Aniceto, Víctor Sánchez, Mákina · Pablo García, Zeus, Marc Navarro | Mundo Deportivo El 9 Nou | 42' Cervantes Iñaki · Bellavista, Rafa Bellés, Suárez, Cantó · Camprubí, Ariza, Dani Gálvez, Abraham · Cervantes, Colo | Municipal · Expósito Montero · |  |

| 20 agost 2005 | CE Sant Celoni                                                                                                  | 2 – 1                 | EC Granollers | Sant Celoni                   |  |
| 19:00         | Carlos 53' 65' Marc · Abellán, Campuzano, Verdaguer, Miki · Oriol Vila, Nito, Sesé · Puig, Carlos López, Carlos | Mundo Deportivo Sport | 91' Ismael Iñaki · Álex Ortiz, Bellavista, Suárez, Fran · Abraham, Ariza, Rafa Bellés, Colo · Diego Novo, Cervantes | 11 de Setembre · Didí Durán · |  |

| 24 agost 2005 | EC Granollers | 2 – 0           | UE Caprabo                                                                           | Granollers                              |  |
| 20:00         | Dani Gálvez 09' · Iñaki 92' Borja · Álex Ortiz, Bellavista, Suárez, Azañón · Raúl, Rafa Bellés · Cervantes, Dani Gálvez, Fran · Ismael | Mundo Deportivo | Salva Toni, Ramon Gatell, Pol, Tejera Albert, Guille, Jordi Gatell Ken, Ángel, Burch | Carrer Girona · Abraham Martínez Sáez · |  |

| 28 agost 2005 | EC Granollers                                                                           | 0 – 0                 | UDA Gramenet B                                                                    | Granollers                                |  |
| 18:30         | Iñaki Lolo, Rafa Bellés, Suárez, Azañón Raúl, Elvis Cervantes, Dani Gálvez, Fran Ismael | Mundo Deportivo Sport | Barragán José María, Omar, Poche, Luis Marcelo, Carlos, Nino Marc, Simón, Serrano | Carrer Girona · Diego de la Torre Acedo · |  |

| 31 agost 2005 | EC Granollers | 7 – 1           | FC Cardedeu                                                                                        | Granollers                                    |  |
| 20:30         | Colo 09' 53' · Guillermo 20' · Cervantes 43' · Ismael 79' · Ariza 82' (p.) · Chus 90' Borja · Cantó, Rafa Bellés, Bellavista, Rubén Salvador · Raúl, Elvis · Guillermo, Colo, Fran · Cervantes | Mundo Deportivo | 46' Andreu · Arrébola · Rubén, Serra, Xavi, Otger · Terri, Maxi, Carlos · Berenguer, Andreu, Óscar | Carrer Girona · Estanislao Plantada Siurans · |  |

| Tercera Divisió |

| 4 setembre 2005 | Palamós CF | 1 – 0           | EC Granollers                                                                               | Palamós                                                 |  |
| 17:00 Jornada 1 | Casagran 17' Bayona · Leslie, Gallardo, Pitu Ventura, Pitu Pérez · Déu, Marc García, Franquesa · Santi Celaya, Casagran, Tomás Serrano | Mundo Deportivo | Iñaki Cantó, Rafa Bellés, Suárez, Rubén Salvador Elvis, Raúl Esteban, Ariza, Chus Cervantes | Nou Municipal · 450 espectadors · Raúl Calle Martínez · |  |

| 11 setembre 2005 | EC Granollers | 2 – 2           | RCD Espanyol B                                                                                                  | Granollers                                                 |  |
| 17:00 Jornada 2  | Fran 19' · Ismael 76' Iñaki · Fabià, Rafa Bellés, Suárez, Rubén Salvador · Ariza, Raúl · Esteban, Colo, Fran · Cervantes | Mundo Deportivo | 34' Robusté · 92' Marc Pedraza Biel · Chica, Dídac, Robusté, Fede · Micky, Maureta, Busi · Borja, Yagüe, Juanma | Carrer Girona · 500 espectadors · Manuel Montero Esteban · |  |

| 18 setembre 2005 | CE Europa | 2 – 2                 | EC Granollers | Vila de Gràcia, Barcelona                                       |  |
| 12:00 Jornada 3  | Óscar 07' · Manel Sala 56' Suriñach · Toni, Clay, Rial, Aleix · Pumar, Fernando, Isi · Óscar, Álex Villanueva, Jota | Mundo Deportivo Sport | 01' Esteban · 13' Ismael Iñaki · Fabià, Rafa Bellés, Suárez, Rubén Salvador · Elvis, Raúl · Esteban, Ariza, Fran · Ismael | Nou Sardenya · 800 espectadors · José Emilio Sánchez Aparicio · |  |

| 25 setembre 2005 | EC Granollers | 2 – 1                 | FE Figueres                                                                                           | Granollers                                                |  |
| 12:15 Jornada 4  | Raúl 17' · Esteban 81' Iñaki · Fabià, Bellavista, Suárez, Rubén Salvador · Elvis, Raúl · Esteban, Ariza, Fran · Ismael | Mundo Deportivo Sport | 42' Alan · Toni Montero · Ricard, Borja, Carlos, Juanjo · Gusó, Alan, Duran · Eladio, Matamala, Arias | Carrer Girona · 300 espectadors · Daniel Gracia Álvarez · |  |

| 2 octubre 2005  | EC Granollers                                                                            | 0 – 5                 | Girona FC | Granollers                                                       |  |
| 12:15 Jornada 5 | Iñaki Fabià, Rafa Bellés, Suárez, Rubén Salvador Elvis, Raúl Esteban, Ariza, Fran Ismael | Mundo Deportivo Sport | 46' Dorca · 56' Planagumà · 63' Felipe · 85' Enric · 87' Raset De la Fuente · Cristian, Dot, Raset, Quim Famada · Matamala, Cornellà, Dorca · Chechu, Planagumà, Felipe | Carrer Girona · 300 espectadors · David Jorge Conejo Rodríguez · |  |

| 9 octubre 2005  | CF Peralada | 2 – 0                 | EC Granollers                                                                                       | Peralada                                              |  |
| 17:00 Jornada 6 | Toti 23' · Edjogo 91' Miranda · Àlex, José Antonio, Armengol, Berga · Toti, Alfredo, Santos · Johnny, Uri, Parés | Mundo Deportivo Sport | Iñaki Fabià, Rafa Bellés, Suárez, Rubén Salvador Elvis, Álex Ortiz Esteban, Colo, Morales Cervantes | Municipal · 400 espectadors · Abraham Martínez Sáez · |  |

| 12 octubre 2005 | EC Granollers                                                                                      | 0 – 1                 | UE Castelldefels                                                                                            | Granollers                                              |  |
| 12:15 Jornada 7 | Iñaki Bellavista, Rafa Bellés, Suárez, Rubén Salvador Elvis, Álex Ortiz Esteban, Colo, Fran Ismael | Mundo Deportivo Sport | 25' Bisbal Craviotto · Sergio, Vicente, Salmerón, Fernando · Rúa, Toni, Bisbal · Iván López, Vila, Guerrero | Carrer Girona · 200 espectadors · Òscar Bergadà Braña · |  |

| 16 octubre 2005 | UE Cornellà | 2 – 1                 | EC Granollers | Cornellà de Llobregat                                |  |
| 17:00 Jornada 8 | Sanchís 43' (p.) · Xavi Comas 81' Pelegero · Elies, Aniol, Dani Iglesias, Antolín · Heredia, Gely · Moisés, Sanchís, Callicó · Ochoa | Mundo Deportivo Sport | 55' Fran · Iñaki · Bellavista, Rafa Bellés, Suárez, Rubén Salvador · Fabià, Álex Ortiz · Esteban, Colo, Fran · Ismael | Via Fèrria · 700 espectadors · Bartomeu Jerez Riba · |  |

| 23 octubre 2005 | EC Granollers | 1 – 1           | CF Gavà | Granollers                                                  |  |
| 12:15 Jornada 9 | Suárez 71' Borja · Bellavista, Rafa Bellés, Suárez, Rubén Salvador · Fabià, Álex Ortiz · Esteban, Colo, Fran · Ismael | Mundo Deportivo | 89' Miki Albert Carulla · Miguel, Rubén, Joan Castillo, Jaume · Alberto Manga, Hernández, Gallart · Vacas, Miki Albert, Dani | Carrer Girona · 300 espectadors · Juan Manuel Vico Moreno · |  |

| 29 octubre 2005  | FC Palafrugell | 2 – 0           | EC Granollers                                                                                      | Palafrugell                              |  |
| 17:00 Jornada 10 | David Costa 44' 78' Sepu II · Sergio, Ferdi, Pujolar, Reyes · Sepu I, Villaplana, Roger · Masferrer, Carlos Martínez, David Costa | Mundo Deportivo | Borja Bellavista, Rafa Bellés, Suárez, Rubén Salvador Fabià, Álex Ortiz Esteban, Colo, Fran Ismael | Josep Pla i Arbonés · César Ochoa Díez · |  |

| 1 novembre 2005  | EC Granollers | 1 – 1                 | FC Barcelona C                                                                                                  | Granollers                                                  |  |
| 17:00 Jornada 11 | Fran 34' Iñaki · Fortuny, Rafa Bellés, Bellavista, Rubén Salvador · Fabià, Álex Ortiz, Raúl · Colo, Fran, Esteban | Mundo Deportivo Sport | 61' Pedro Miguel · Llamas, Martos, Giri, Casado · Julio, Marc Valiente, Sastre · Toni, Víctor Vázquez, Gilberto | Carrer Girona · 400 espectadors · Jorge Salvador Martínez · |  |

| 6 novembre 2005  | CE Mataró                                                                                              | 1 – 2                 | EC Granollers | Mataró                                                         |  |
| 17:00 Jornada 12 | Àngel 88' · Cañadas · José, Aleix, Jonathan, Manolo · Delmàs, Pol, Molina · Lucas Viale, Àngel, Sauras | Mundo Deportivo Sport | 65' (p.) Colo · 91' Esteban Iñaki · Fortuny, Rafa Bellés, Bellavista, Rubén Salvador · Fabià, Suárez, Raúl · Colo, Fran, Esteban | Passeig Carles Pedrós · 400 espectadors · Jordi Liarte Pérez · |  |

| 13 novembre 2005 | EC Granollers | 1 – 2                 | CF Balaguer                                                                                                  | Granollers                                                         |  |
| 12:15 Jornada 13 | Esteban 04' Iñaki · Fortuny, Rafa Bellés, Bellavista, Rubén Salvador · Fabià, Suárez, Raúl · Colo, Fran, Esteban | Mundo Deportivo Sport | 35' 88' Isma Nogués · Usall, Isma, Fontova, Campabadal · Tenorio, Menchón, Ferran · Gomila, Ermengol, Juanjo | Carrer Girona · 350 espectadors · Pedro María Carrasco Rodríguez · |  |

| 20 novembre 2005 | UE Rubí | 2 – 1                 | EC Granollers | Rubí                                                |  |
| 12:00 Jornada 14 | Montero 30' · Siscu 72' Ramón · Sierra, Xavi García, Pau, Torres · Pep Soler, Siscu, Valentín · Jordi Rodríguez, Montero, Cholo | Mundo Deportivo Sport | 45' Sergio Urbano · Iñaki · Fortuny, Rafa Bellés, Bellavista, Azañón · Fabià, Suárez, Colo · Sergio Urbano, Fran, Esteban | Can Rosés · 650 espectadors · Ernesto Gómez Hoyas · |  |

| 27 novembre 2005 | EC Granollers | 1 – 1                 | CF Vilanova | Granollers                                                    |  |
| 12:15 Jornada 15 | Colo 26' (p.) Iñaki · Fortuny, Rafa Bellés, Suárez, Rubén Salvador · Álex Ortiz, Colo · Fabià, Raúl, Fran · Sergio Urbano | Mundo Deportivo Sport | 18' Sellarès Manel · Javi, Valldosera, Alfonso, Víctor Durán · Sellarès, Boira, Santi Triguero · Cristino, David Ávila, Dani Gimeno | Carrer Girona · 200 espectadors · Gonzalo Aguilera Hernando · |  |

| 4 desembre 2005  | CE Manresa | 2 – 1                         | EC Granollers | Manresa                                                                                          |  |
| 17:00 Jornada 16 | Barcons 72' · Javi Pérez 89' Rafa Leva · Guarch, Folguera, Farrés, Rangel · Sucías, Javi Pérez · Cano, Roger, Ricky · Beltran | Mundo Deportivo Sport Regió 7 | 08' Sergio Urbano · Iñaki · Ariza, Rafa Bellés, Suárez, Bellavista · Álex Ortiz, Colo · Fabià, Raúl, Fran · Sergio Urbano | Nou Congost · 230 espectadors · Francisco Cardosa Montesinos · Manuel Montero Esteban · Sances · |  |

| 11 desembre 2005 | EC Granollers                                                                                     | 0 – 2                 | UE Rapitenca | Granollers                                                  |  |
| 12:15 Jornada 17 | Iñaki Bellavista, Rafa Bellés, Suárez, Rubén Salvador Ariza, Colo Fabià, Raúl, Fran Sergio Urbano | Mundo Deportivo Sport | 30' Molina · 60' Méndez Guti · Edu Vives, Amador, Quique, Méndez · Efrén, Molina, Vizcarro · Germán, Gilabert, Edu Aguilar | Carrer Girona · 400 espectadors · José Fernández Martínez · |  |

| 18 desembre 2005 | FC Santboià | 5 – 1                 | EC Granollers | Sant Boi de Llobregat                                        |  |
| 12:00 Jornada 18 | Herrera 10' · Raúl 16' (p.) 43' · Culla 52' · David Pérez 77' (p.) Moreno · Isaac, Rubén Ortiz, Herrera, Iñaki · Culla, Jacobo, Luisinho · Raúl, David Pérez, Raúl Fernández | Mundo Deportivo Sport | 29' Fabià · Iñaki · Bellavista, Rafa Bellés, Suárez, Rubén Salvador · Ariza, Colo · Fabià, Raúl, Abraham · Cervantes | Joan Baptista Milà · 500 espectadors · Jorge Pérez Fuentes · |  |

| 8 gener 2006     | EC Granollers | 2 – 1                 | AE Prat                                                                                                   | Granollers                                                |  |
| 12:15 Jornada 19 | Sergio Urbano 20' · Colo 69' (p.) Iñaki · Suárez, Rafa Bellés, Vivó, Rubén Salvador · Ariza, Colo · Sergio Urbano, Raúl, Abraham · Esteban | Mundo Deportivo Sport | 21' Rubio · Víctor · Moreno, Iván, Robert, Xavi Valls · Ivi, Carlitos, Gallego, Rubio · Raúl Vates, Jaime | Carrer Girona · 300 espectadors · Francisco Oliva Bueno · |  |

| 15 gener 2006    | EC Granollers | 1 – 0                 | Palamós CF                                                                                             | Granollers                                              |  |
| 12:15 Jornada 20 | Sergio Urbano 18' Iñaki · Bellavista, Vivó, Suárez, Rubén Salvador · Ariza, Álex Ortiz · Sergio Urbano, Colo, Abraham · Esteban | Mundo Deportivo Sport | Bayona Chacón, Gallardo, Déu, Toni Lima Joselu, Dani Martí, Pitu Pérez Santi Celaya, Mario, Villacampa | Carrer Girona · 350 espectadors · Rafael García Casas · |  |

| 22 gener 2006    | RCD Espanyol B | 5 – 0                 | EC Granollers                                                                                       | Sant Adrià del Besòs                                     |  |
| 12:00 Jornada 21 | Joan Tomás 13' · Micky 19' (p.) · De Pablos 64' · Yagüe 90' · Marc Pedraza 93' Ibon · Chica, Ferran, Sergio Sánchez, Fede · Micky, Maureta, Ángel · Borja, Marc Pedraza, Joan Tomás | Mundo Deportivo Sport | Iñaki Bellavista, Vivó, Suárez, Rubén Salvador Ariza, Álex Ortiz Fabià, Colo, Sergio Urbano Esteban | Sadrià · 1000 espectadors · Joan Maria Company Jiménez · |  |

| 29 gener 2006    | EC Granollers | 1 – 2           | CE Europa                                                                                                  | Granollers                                                  |  |
| 12:15 Jornada 22 | Sergio Urbano 17' Iñaki · David, Vivó, Suárez, Bellavista · Ariza, Álex Ortiz · Sergio Urbano, Esteban, Abraham · Cervantes | Mundo Deportivo | 16' 18' Víctor López Suriñach · Aleix, Víctor López, Gimeno, Lucas · Pumar, Rial, Isi · Peque, Óscar, Royo | Carrer Girona · 300 espectadors · Jorge Salvador Martínez · |  |

| 5 febrer 2006    | FE Figueres | 4 – 0                 | EC Granollers                                                                                     | Vilatenim, Figueres                                                   |  |
| 17:00 Jornada 23 | Alan 34' 78' · Jordi Roca 43' · Ivi 57' Toni Montero · Borja, Vila, Carlos, Èric · Roca, Alan, Baby · Ivi, Peri, Duran | Mundo Deportivo Sport | Iñaki David, Vivó, Suárez, Rubén Salvador Ariza, Tarruella Sergio Urbano, Esteban, Abraham Manolo | Municipal de Vilatenim · 150 espectadors · Carlos Gallardo Martínez · |  |

| 12 febrer 2006   | Girona FC | 3 – 2                 | EC Granollers | Montilivi, Girona                                                         |  |
| 17:00 Jornada 24 | Planagumà 17' · Bellavista 45' (p.p.) · Felipe 72' Iván · Freixa, Quim Famada, Jose, Serra · Matamala, Cornellà, Dorca · Chechu, Planagumà, Felipe | Mundo Deportivo Sport | 14' (p.p.) Jose · 70' Sergio Urbano · Iñaki · David, Bellavista, Suárez, Rubén Salvador · Álex Ortiz, Vivó · Sergio Urbano, Tarruella, Fran · Esteban | Municipal de Montilivi · 750 espectadors · David Jorge Conejo Rodríguez · |  |

| 19 febrer 2006   | EC Granollers | 2 – 1                 | CF Peralada                                                                                                | Granollers                                                    |  |
| 12:15 Jornada 25 | Sergio Urbano 06' 56' Iñaki · David, Rafa Bellés, Bellavista, Rubén Salvador · Ariza, Tarruella · Sergio Urbano, Esteban, Abraham · Manolo | Mundo Deportivo Sport | 42' Uri · Miranda · Tito Caballero, José Antonio, Armengol, Fran · Toti, Àlex, Alfredo · Parés, Uri, Diego | Carrer Girona · 500 espectadors · Gonzalo Aguilera Hernando · |  |

| 26 febrer 2006   | UE Castelldefels                                                                                           | 1 – 1                 | EC Granollers | Castelldefels                                        |  |
| 12:00 Jornada 26 | Guerrero 69' Craviotto · Barrera, Vicente, Guerrero, Nando · David, Iván López, Bisbal · Jaco, Vila, Sergi | Mundo Deportivo Sport | 52' Sergio Urbano Iñaki · David, Rafa Bellés, Vivó, Bellavista · Álex Ortiz, Suárez · Sergio Urbano, Esteban, Abraham · Raúl | Els Canyars · 200 espectadors · Jordi Liarte Pérez · |  |

| 5 març 2006      | EC Granollers | 2 – 0                 | UE Cornellà                                                                              | Granollers                                              |  |
| 12:15 Jornada 27 | Sergio Urbano 04' 70' Iñaki · Bellavista, Vivó, Suárez, Rubén Salvador · Álex Ortiz, Tarruella · Sergio Urbano, Esteban, Abraham · Manolo | Mundo Deportivo Sport | Víctor Hugo Elies, Aniol, Gómez, Cañete Navarro, Gely Sanchis, Xavi Comas, Callicó Toñín | Carrer Girona · 150 espectadors · Ernesto Gómez Hoyas · |  |

| 12 març 2006     | CF Gavà | 1 – 0           | EC Granollers                                                                                              | Gavà                             |  |
| 12:00 Jornada 28 | Miki Albert 08' Marcos · Pablo, Mesalles, Joan Castillo, Jaume · Jota, Hernández, Alfi · Quino, Miki Albert, Gallart | Mundo Deportivo | Iñaki Vivó, Rafa Bellés, Suárez, Rubén Salvador Álex Ortiz, Tarruella Sergio Urbano, Esteban, Abraham Fran | La Bòbila · Raúl García García · |  |

| 19 març 2006     | EC Granollers | 5 – 0                 | FC Palafrugell                                                                                   | Granollers                                                        |  |
| 12:15 Jornada 29 | Sergio Urbano 23' · Abraham 30' · Manolo 65' · Esteban 74' · Fran 80' (p.) Iñaki · Bellavista, Rafa Bellés, Vivó, Rubén Salvador · Álex Ortiz, Tarruella · Sergio Urbano, Esteban, Abraham · Manolo | Mundo Deportivo Sport | Sepu II Sergio, Ferdi, Giró, Reyes Masferrer, Villaplana, Roger Manel, David Costa, Marc Velasco | Carrer Girona · 200 espectadors · Francisco José Jiménez Acosta · |  |

| 25 març 2006     | FC Barcelona C | 4 – 1           | EC Granollers | Barcelona                                                           |  |
| 16:30 Jornada 30 | Pedro 58' · Gilberto 67' 76' · Marc Martínez 89' Montero · Llamas, Martos, Alonso, Paco Borrego · Sastre, Marc Crosas, Casado · Toni, Gilberto, Jeffren | Mundo Deportivo | 50' Tarruella · Borja · David, Vivó, Suárez, Rubén Salvador · Ariza, Álex Ortiz, Tarruella · Sergio Urbano, Esteban, Abraham | Mini Estadi (Annex 4) · 300 espectadors · Emilio José Rubio Pérez · |  |

| 2 abril 2006     | EC Granollers                                                                                                   | 0 – 3                 | CE Mataró | Granollers                                              |  |
| 12:15 Jornada 31 | Borja Bellavista, Rafa Bellés, Vivó, Rubén Salvador Ariza, Álex Ortiz, Tarruella Esteban, Manolo, Sergio Urbano | Mundo Deportivo Sport | 10' Manolo · 60' 75' Charly Miguel Ángel · José, Kiku Rimblas, Manolo, Amate · Delmàs, Ballús, Pacheco · Sauras, Molina, Artur | Carrer Girona · 200 espectadors · Raúl Calle Martínez · |  |

| 9 abril 2006     | CF Balaguer | 2 – 0                       | EC Granollers                                                                                           | Balaguer                                                       |  |
| 17:00 Jornada 32 | Campabadal 35' · Parra 65' Eloi · Usall, Moll, Gallardo, Grau · Juanjo, Menchón, Campabadal · Flamarique, Parra, Ermengol | Mundo Deportivo Sport Segre | Borja Bellavista, Rafa Bellés, Vivó, Rubén Salvador Álex Ortiz, Tarruella Fabià, Cervantes, Fran Manolo | Municipal · 400 espectadors · Pedro María Carrasco Rodríguez · |  |

| 23 abril 2006    | EC Granollers | 2 – 0                 | UE Rubí                                                                                 | Granollers                                                |  |
| 17:00 Jornada 33 | Sergio Urbano 11' · Cervantes 33' Iñaki · Bellavista, Rafa Bellés, Suárez, Rubén Salvador · Ariza, Álex Ortiz · Cervantes, Raúl, Sergio Urbano · Manolo | Mundo Deportivo Sport | Ramón Lobo, Sierra, Torres, Óscar Mayoral, José Carlos, Cholo Criado, Montero, Carlitos | Carrer Girona · 600 espectadors · Abraham Martínez Sáez · |  |

| 30 abril 2006    | CF Vilanova | 1 – 0                 | EC Granollers                                                                                          | Vilanova i la Geltrú                                           |  |
| 17:00 Jornada 34 | Santi Triguero 07' Manel · Víctor Durán, Alquézar, Boira, Valldosera · Juanje, Sellarès, Santi Triguero · David Ávila, César, Nefta | Mundo Deportivo Sport | Iñaki Bellavista, Vivó, Suárez, Rubén Salvador Ariza, Álex Ortiz Cervantes, Raúl, Sergio Urbano Manolo | Alumnes Obrers · 800 espectadors · Gonzalo Aguilera Hernando · |  |

| 7 maig 2006      | EC Granollers                                                                                              | 0 – 1                         | CE Manresa                                                                                             | Granollers                                                                |  |
| 17:00 Jornada 35 | Iñaki David, Rafa Bellés, Bellavista, Rubén Salvador Suárez Cervantes, Raúl, Abraham, Sergio Urbano Manolo | Mundo Deportivo Sport Regió 7 | 60' Johnny Reyes · Moisés, Folguera, Farrés, Rangel · Sucías, Javi Pérez · Roma, Ramón, Soler · Johnny | Carrer Girona · 200 espectadors · Bartomeu Jerez Riba · Barrera · Morón · |  |

| 14 maig 2006     | UE Rapitenca                                                                                             | 0 – 0                 | EC Granollers | Sant Carles de la Ràpita                                |  |
| 12:00 Jornada 36 | Guti Sergi Grau, Xavi Gilabert, Molina, Méndez Edu Vives, Baba Sule, Juan Carlos Germán, Gilabert, Manel | Mundo Deportivo Sport | Iñaki Bellavista, Rafa Bellés, Suárez, Rubén Salvador Álex Ortiz, Tarruella Esteban, Abraham, Sergio Urbano Manolo | La Devesa · 800 espectadors · José Fernández Martínez · |  |

| 21 maig 2006     | EC Granollers                                                                                                | 0 – 1                 | FC Santboià | Granollers                                                   |  |
| 17:00 Jornada 37 | Iñaki Bellavista, Rafa Bellés, Vivó, Rubén Salvador Suárez, Tarruella Esteban, Abraham, Sergio Urbano Manolo | Mundo Deportivo Sport | 92' Rulo Moreno · Isaac, Rubén Ortiz, Alfred, Iñaki · Vílchez, Culla, Luisinho · Juanito, David Pérez, Raúl Fernández | Carrer Girona · 200 espectadors · Carlos Gallardo Martínez · |  |

| 28 maig 2006     | AE Prat | 4 – 2                 | EC Granollers | El Prat de Llobregat                                |  |
| 12:00 Jornada 38 | Palet 27' 92' · Xavi Valls 64' · Comas 89' Costa · Moreno, Iván, Gallego, Xavi Valls · Palet, Parralejo, Àlex Pérez, Rubio · Israel, Jaime | Mundo Deportivo Sport | 07' Suárez · 57' Álex Ortiz · Borja · Bellavista, Rafa Bellés, Suárez, Fran · Álex Ortiz, Colo · Sergio Urbano, Esteban, Abraham · Manolo | Sagnier · 300 espectadors · Daniel Gracia Álvarez · |  |

| Posició | J  | G | E | P  | GF | GC | DG  | Punts |
| ------- | -- | - | - | -- | -- | -- | --- | ----- |
| 20è     | 38 | 8 | 7 | 23 | 37 | 69 | -32 | 31    |